# René van den Berg (presentator)
René van den Berg (Utrecht, 22 februari 1962) is een Nederlands televisie- en radiopresentator, die sinds de oprichting in 1989 werkzaam is bij de regionale zender RTV Utrecht. Oorspronkelijk was hij actief als sportjournalist, maar tegenwoordig presenteert hij samen met Koert Westerman het programma Namen & Rugnummers. Tevens is hij voetbalcommentator bij RTL7 en eindredacteur van de sportredactie van RTV Utrecht.
Van den Berg is ook bekend als imitator van Johan Cruijff. Zo had hij als Cruijffimitator een column in het Radio 1-programma Het Hek van de Dam van Tom van 't Hek. In 1994 scoorde hij een nummer 1-hit als deel van Johan & de Groothandel met As Dick me hullep nodig heb, een noveltyhit in het kader van het wereldkampioenschap voetbal 1994.